# 夏扎尔围城战 (1157年)
1157年末的夏扎尔围城战是十字军诸国首领趁叙利亚统治者努尔丁·赞吉病重之机向东扩张的一次行动。耶路撒冷国王鲍德温三世、安条克亲王雷诺、佛兰德伯爵蒂埃里和的黎波里伯爵雷蒙三世攻下下城，但在进攻城塞时因夏扎尔未来归属争执不下而以撤军告终。

## 背景
1138年，拜占庭帝国与十字军诸国的联军曾围攻夏扎尔，但因十字军内部争权倾轧而告败。1157年7月至8月，叙利亚穆斯林控制区多座城市遭强震重创。统治夏扎尔的穆奇德家族君主（与邻近的基督徒领袖关系友好）及其全家遇难，夏扎尔陷入政治混乱。此前一直未能直接掌控此地的阿勒颇和大马士革统治者努尔丁·赞吉遂占领夏扎尔，以免其落入基督徒之手。
1157年中期，佛兰德伯爵蒂埃里率领大批随从抵达叙利亚，这让基督徒燃起了对穆斯林再次发动军事行动的希望。蒂埃里伯爵、耶路撒冷国王鲍德温三世、西顿领主雷金纳德以及的黎波里伯爵雷蒙德三世集结了一支强大的军队。努尔丁在十月病重，他的军队陷入混乱。法兰克人看到了趁机扩大优势的机会，向亚美尼亚奇里乞亚领主索罗斯二世发出紧急求援，索罗斯二世随后带着援军赶到，而联军则畅通无阻地向夏扎尔进军。此时另一个竞争者，驻扎在迈斯亚夫的阿薩辛派率先攻占了这座城市。

## 围城战
基督徒诸领袖可能于11月抵达夏扎尔，却发现夏扎尔对围城准备不足。夏扎尔本是贸易中心而非设防前哨，因此并未预料到会遭到袭击，甚至该地的居民并不知道努尔丁已经病倒了。下城很快陷落。联军通过严密封锁将居民驱赶到城墙后方，而攻城器械持续摧毁城防。镇民显然不谙战事，几天后便弃守退入城塞。其中城塞夹在奥龙特斯河与居民区之间，起到了保护作用，而阿萨辛派则派誓死固守。
随后，进攻方内部爆发了一场激烈的争执。鲍德温国王打算将夏扎尔赐予蒂埃里伯爵，因为他相信蒂埃里伯爵足够强大，能够守住夏扎尔。国王或许还想在奥龙特斯河之外建立另一个十字军国家，以取代1144年至1150年间陷落的埃德萨伯国。雷诺亲王抗议夏扎尔此前曾向安条克纳贡，因此夏扎尔未来的统治者应该向他致敬。蒂埃里伯爵鉴于其地位和财富拒绝向雷诺宣誓致敬，只向鲍德温宣誓致敬。由于这场争执无法解决，基督徒放弃了围攻。

## 后续
基督徒诸领袖撤走后，努尔丁随即派遣一位埃米尔接管夏扎尔。他在康复后亲临夏扎尔督修，以修复围城与地震造成的破坏并重建防御工事。中叙利亚最后一个半自治城镇由此并入日益扩张的赞吉王朝，基督徒则转攻哈利姆，并于1158年1月将其攻克。

### 引注
1. ↑  Barber 2012，第170頁.
2. 1 2 3  Gibb 1958，第521頁.
3. 1 2 3  Baldwin 1958，第541頁.
4. ↑  Barber 2012，第211-212頁.
5. ↑  Barber 2012，第211頁.
6. 1 2  Baldwin 1958，第542頁.
7. 1 2  Barber 2012，第212頁.